# Ölzijt, Bajanchongor
Ölzijt (mongoliska: Өлзийт Сум, Өлзийт) är ett distrikt i Mongoliet.   Det ligger i provinsen Bajanchongor, i den centrala delen av landet, 500 km väster om huvudstaden Ulaanbaatar.